# تل المريبط
'
تل المريبط هو موقع أثري في محافظة الرقة في سوريا، يقع على الضفة اليسرى للفرات الأوسط نحو 100 كيلو متر غرب مدينة الرقة، كانت المنطقة مأهولة بالسكان بين عام 10,200 قبل الميلاد و 8000 قبل الميلاد.
وبدأ الاهتمام بهذا الموقع عام1964 م عندما بدأت بعثة أثرية من جامعة شيكاغو الأمريكية الحفريات مع المختصين وعلماء الآثار السوريين وقامت البعثة بالتنقيب حتى عام 1965 م ومن ثم استؤنفت أعمال التنقيب فيه بين عامي 1971 م و1974 م حيث تابع مركز أبحاث البيئة وما قبل التاريخ في فرنسا هذه الحفريات بالتعاون مع الهيئة السورية للآثار.

## نتائج التنقيب
تل المريبط أول موطن للحضارة 
لقد أسفرت أعمال التنقيب في تل مريبط عن التوصل لمعلومات ومعارف أساسية جديدة في تاريخ الحضارة الإنسانية على الأرض وأنها أحد أهم عملية استقرار للإنسان والزراعة وتربية الحيوانات، إذ أنه ومنذ حوالي 8500 ق م أخذ السكان في هذا الموقع والمكان من سوريا يسكنون المنازل والتي هي عبارة عن الأكواخ الدائرية وكانت هذه الأكواخ محفورة جزئيا في الأرض ومغطاة بالخشب والقصب والطين واستقر السكان في كل المنطقة التي وجدوا فيها الغذاء الوفير طوال العام، حيث كانوا يحصلون من نهر الفرات على المحار والسمك ومن غابات شجر الحور والماثل على ضفاف النهر يصطادون الخنازير والأيائل وفي البوادي المجاورة يطاردون الغزلان والطرائد الوحشية، ليظهر الكشف الأثري لنا عن أحد أقدم موطن للحضارة الإنسانية.
استعمل السكان الأوائل في سوريا القديمة الذين سكنوا هذه المناطق الصخور الصوانية في صناعة أدوات الصيد والحصاد وبناء البيوت وإعداد الطعام بعضها كان أدوات حجرية دقيقة تنزل في مقابض من العظم أو الخشب وبعضها كان سكاكين و مناجل و مثاقب و رؤوس رماح و مكاشط وكانت لديهم الفؤوس وأقطاب الرحى لطحن حبوب الأعشاب البرية، واستخدمت مخارز من العظم لتثقيب و خياطة الملابس و غيرها كما استخدموا بعض الأواني الحجرية البسيطة وتزينوا بالمحار والحجارة الملونة والحلزون.
وقد عثر في تل المريبط على أدلة لأحد أهم التطوارات الدينية في المستوطنات البشرية المبكرة فقد وجدت قطعة من تمثال إنسان محفورة في حجر كلسي طري بشكل بسيط وبدائي جدًا كما وجد في داخل أحد البيوت على مقعد من طين يحتوي على جمجمة ثور من المعتقدات الدينية التي كانت سائدة، أما المرحلة الثالثة فقد شملت مساحة 150 مترا مربعا من الحفريات وهي أوسع بكثير من الطبقات الأقدم وفيها اكتشف بيت دائري كبير كان قد أتى عليه الحريق إلا أن الحرارة ساهمت في حفظ ماتبقى منه بشكل جيد.

## مراحل تطور تل المريبط
إن موقع المريبط في سوريا من أهم مستوطنات العصر الحجري الحديث التي شهدت أربع مراحل من التطور:
- المرحلة الأولى من 8500 إلى 8200 ق.م
- المرحلة الثانية من 8200 إلى 8000 ق.م
- المرحلة الثالثة من 8000 إلى 7600 ق.م
- المرحلة الرابعة من 7600 إلى 6900 ق.م

وتكشف هذه المراحل الأربعة في تل المريبط في سوريا عن حقبة مهمة من تاريخ الإنسان القديم وكيفية انتقاله من مرحلة الصيد والرعي إلى مرحلة الاستقرار وبناء المستوطنات البشرية الأولى والانتقال إلى مرحلة الزراعة وتربية الحيوانات وبذلك تعتبر سورية الموطن الأول لاستقرار الأنسان في مساكن ومباني والتي تمثلت بأكواخ من الطين واكتشاف الزراعة وتربية وتدجين الحيوانات فقد قام الإنسان السوري الذي عاش في هذة الحقبة الزمنية بتدجين الحيوانات وتربيتها كغيره من قدماء التاريخ وكذلك بزراعة بعض المحاصيل و قد دلت المكتشفات عن أدوات زراعية بدائية استخدمت في تطويع الأرض والزراعة منذ ما يقارب عشرة آلاف عام، و اتضحت مراحل الحضارة و تطور استقرار الإنسان.